# Овчаренко Наталія Анатоліївна
Наталія Анатоліївна Овчаренко (нар. 23 лютого 1965, Устинівка (Кропивницький район), Кіровоградська область, Українська РСР) — українська вчена-педагогиня, академічна співачка (меццо-сопрано), лауреатка міжнародних вокальних конкурсів, докторка педагогічних наук, професорка, авторитетна фахівчиня в галузі музичної педагогіки, музичної освіти та виховання.

## Професійна біографія
1982 — закінчила середню школу № 46 м. Київ. 1983–1985 — навчалася на музично-педагогічному факультеті Кіровоградського державного педагогічного інституту (нині Центральноукраїнський державний університет імені Володимира Винниченка). 1986–1987 — навчалася на музично-педагогічному факультеті Криворізького державного педагогічного інституту) за спеціальністю «музика та співи».
З 1989 року працює в Криворізькому державному педагогічному університеті. Спочатку на посаді концертмейстера, далі  — викладачка, старша викладачка кафедри методики музичного виховання, співу та хорового диригування (1990–2000), доцентка кафедри (2000–2017), завідувачка кафедри (2016–2017), з 2017 — професорка кафедри методики музичного виховання, співу та хорового диригування; з 2022 — завідувачка кафедри музикознавства, інструментальної та хореографічної підготовки Криворізького державного педагогічного університету. Гарантка освітньо-наукової програми з підготовки докторів філософії (PhD) галузі знань 01 Освіта / Педагогіка,  спеціальність 014 Середня освіта (Музичне мистецтво). 
З 2002 — викладачка, викладачка-методистка Комунального закладу «Криворізький обласний фаховий музичний коледж».

## Наукова діяльність
1995 року захистила дисертацію «Дидактичні умови формування пізнавального інтересу у майбутніх учителів музики» на здобуття наукового ступеня кандидата педагогічних наук у спеціалізованій вченій раді Харківського державного педагогічного університету імені Г. С. Сковороди за спеціальністю 13.00.01 — Теорія та історія педагогіки. 2000 — присвоєно вчене звання доцента по кафедрі методики музичного виховання, співу та хорового диригування. 2016 року захистила дисертацію «Теоретико-методологічні засади професійної підготовки майбутніх учителів музичного мистецтва до вокально-педагогічної діяльності» на здобуття наукового ступеня доктора педагогічних наук у спеціалізованій вченій раді Київського університету імені Бориса Грінченка за спеціальністю 13.00.04 — Теорія та методика професійної освіти. 2020 — присвоєно вчене звання професора по кафедрі методики музичного виховання, співу та хорового диригування. З 2020 року — керівниця наукової школи з педагогіки музичного мистецтва (захищено 4 дисертації на здобуття наукового ступеня кандидата педагогічних наук і доктора філософії). З 2023 —  керівниця наукової комплексної теми кафедри музикознавства, інструментальної та хореографічної підготовки «Теорія і практика мистецької освіти в міжкультурному і міждисциплінарному вимірах». 

## Творча діяльність
1986–2001 — солістка Народної хорової капели музично-педагогічного факультету Криворізького державного педагогічного університету1992 —  членкиня Національної Всеукраїнської музичної спілки.
2001–2018 —  запрошена солістка хору «Відродження» Комунального закладу  «Криворізький обласний фаховий музичний коледж»; солістка ансамблю скрипалів і камерного оркестру (м. Кривий Ріг).
2002–2019 — солістка Народного камерного хору «Крещендо» музично-педагогічного факультету (факультету мистецтв) Криворізького державного педагогічного університету.
З 2003 — керівниця Народним колективом «Студія академічного співу» (понад 100 вихованців отримали звання Лауреата Міжнародних і Всеукраїнських вокальних конкурсів і фестивалів-конкурсів).
2006 — учасниця майстер-класів у Музичній  Академії ім. Гражини і Кейстута Бацевич (м. Лодзь, Польща) і Музичній академії ім. Кароля Липинського (м. Вроцлав, Польща).
2006 —  дипломантка Всеукраїнського конкурсу «Фортіссімо».
2012 — лауреатка (1-а премія) Міжнародного конкурсу імені Марії Конопницької (Польща).
2013 —  брала участь в Артистичних майстер-класах у м. Пшедбуж (Польща)
2015–2018 —  членкиня журі Міжнародного конкурсу академічного мистецтва юних «Vivat, Musica!» (організатор — Міністерство культури України), м. Нова Каховка.
2015–2024 — членкиня журі міжрегіонального, всеукраїнського, міжнародного конкурсу юних вокалістів «Соловейко» (організатор — Комунальний заклад «Криворізький обласний фаховий музичний коледж»). 
2016–2017 — членкиня журі І та ІІ Всеукраїнського фестивалю-конкурсу естрадних співаків «Мелодії кохання», м. Кривий Ріг.
2017 — членкиня журі конкурсу диригентів і вокалістів, присвяченого 40-річчю пам’яті Левка Ревуцького Центральноукраїнський державний педагогічний університет імені Володимира Винниченка, м. Кропивницький.
2020–2024 —  заступниця Голови журі міжнародного фестивалю-конкурсу музикантів-виконавців «Музичний дивоцвіт», м. Кривий Ріг.

## Публікації
Наталія Овчаренко має понад 150 наукових і науково-методичних праць. Авторка й співавторка монографій, науково-методичних і навчально-методичних посібників, наукових статей у фахових вітчизняних і зарубіжних виданнях; редакторка й рецензентка наукових й навчально-методичних видань

## Біобібліографія
Наталія Овчаренко: мистецтво, творчість, педагогіка (до ювілею докторки педагогічних наук, професорки завідувачки кафедри музикознавства, інструментальної та хореографічної підготовки Криворізького державного педагогічного університету) : біобібліографічний покажчик / Бібліотека Криворізького державного педагогічного університету ; упоряд.: О. Дікунова, О. Поліщук ; бібліогр. ред. О. Дікунова ; за заг. ред. О. Лебедюк. Кривий Ріг, 2025. 114 с. (Серія «Вчені-ювіляри Криворізького педагогічного». Вип. 11)